# 1. ФК Пршибрам
Пршибрам (на чешки: 1. Fotbalový klub Příbram, akciová společnost) е чешки футболен клуб от едноименния град Пршибрам, Моравско-силезки край. Създаден през 1928 г. Домакинските си срещи играе на „На Литавце“ с капацитет 9100 места.
Състезава се във Фортуна лига – висшата дивизия на Чехия. Най-големият му успех е 4-то място през 2000/01. Финалист в турнира за Купата на Чехия през 1996/97. Участник в турнира за Купа Интертото през 2000 година и Купта на УЕФА 2001/02.

## История
Клубът е основан в 1928 година в Пршибрам, Чехословакия под името „Брезови гори“. До 1968 година клубът играе в низшите лиги, когато заема третото място, което означавало придвижване в току-що образуваната трета лига. Сезон 1974/75 отборът завершва първи в група A на трета лига, и следва промоция във втора лига, в която остава до 1981 година. През сезон 1993/94 клубът заема второ място в третата и се завръща във втора лига.
През 1995/96 отборът заема осмото място, но заради финансови проблеми клубът е длъжен да се лиши от професионалния си лиценз. В результат на това, през 1996 се слива с пражката „Дукла“, играеща в трета лига. В резултат на това обединение „Дукла“ получава правото да играе във втора лига. През сезон 1996/97 побеждавайки във втората лига „Дукла“ влиза в Гамбринус лига и се мести в Пршибрам. През 1997 годуина отборът постига най-върховото си постижение, участие във финала за Купата на Чехия, където губи от „Славия (Прага)“ в продълженията. Отборът сменя името си на „Дукла Пршибрам“, а през 2000 година получава името на спонсора си „Марила“.
През 2001 година право на името на „Дукла Прага“ получава любителския отбор от пета лига „Дукла Дейвице“.
Завършвайки сезон 2006/07 на предпоследно място „Марила“ изпада във втора лига. На следующия сезон отборът се връща в елита, завършвайки втори във втора лига. През 2008 година след завършване на спонсорския договор клубът сеня името си на „Пршибрам“.

## Предишни имена
| Години      | Име                                                                              |
| ----------- | -------------------------------------------------------------------------------- |
| 1928 – 1950 | СК „Брезови планини“ Sportovní klub Březové Hory                                 |
| 1950 – 1955 | ДСО „Баник“ Пршибрам Dobrovolná sportovní organizace Baník Příbram               |
| 1955 – 1972 | ТЕ „Баник“ Пршибрам Tělovýchovná jednota Baník Příbram                           |
| 1972 – 1976 | СК „Уранови Мини“ Пршибрам Sportovní klub Uranové Doly Příbram                   |
| 1976 – 1981 | ТЕ „Баник Уранови Мини“ Пршибрам Tělovýchovná jednota Baník Uranové Doly Příbram |
| 1981 – 1992 | ТЕ УМ „Пршибрам“ Tělovýchovná jednota Uranové Doly Příbram                       |
| 1992 – 1996 | ФК „Портал“ Пршибрам Football Club Portal Příbram, akciová společnost            |
| 1996 – 1998 | ФК „Баник“ Football Club Dukla, akciová společnost                               |
| 1998 – 2000 | ФК „Дукла“ Пршибрам Football Club Dukla Příbram, akciová společnost              |
| 2000 – 2002 | ФК „Марила“ Пршибрам Football Club Marila Příbram, akciová společnost            |
| 2002 – 2008 | ФК „Марила“ Пршибрам Fotbalový klub Marila Příbram, akciová společnost           |
| 2008 –      | 1. ФК „Пршибрам“ 1. Fotbalový klub Příbram, akciová společnost)a                 |

## Отличия
в  Чехия: (1993-)
- Фортуна лига: (1 ниво)
  - 4-то място (1): 2000/01
- Купа на Чехия:
  -  Финалист (1):: 1996/97
- Футболна национална лига: (2 ниво)
  -  Шампион (1): 1996/97[1]